# أوبن تي تي دي
أوبن تي تي دي (بالإنجليزية: OpenTTD)‏ هي لعبة فيديو مفتوحة المصدر من نوع بناء مدن والتخطيط ، صدرت في مارس 14, 2004، وهي متوفرة على أجهزة توزيعة برمجيات بيركلي وجنو/لينكس وسولاريس ومايكروسوفت ويندوز وأو إس عشرة. اللعبة من تطوير أوبن تي تي دي تيم.

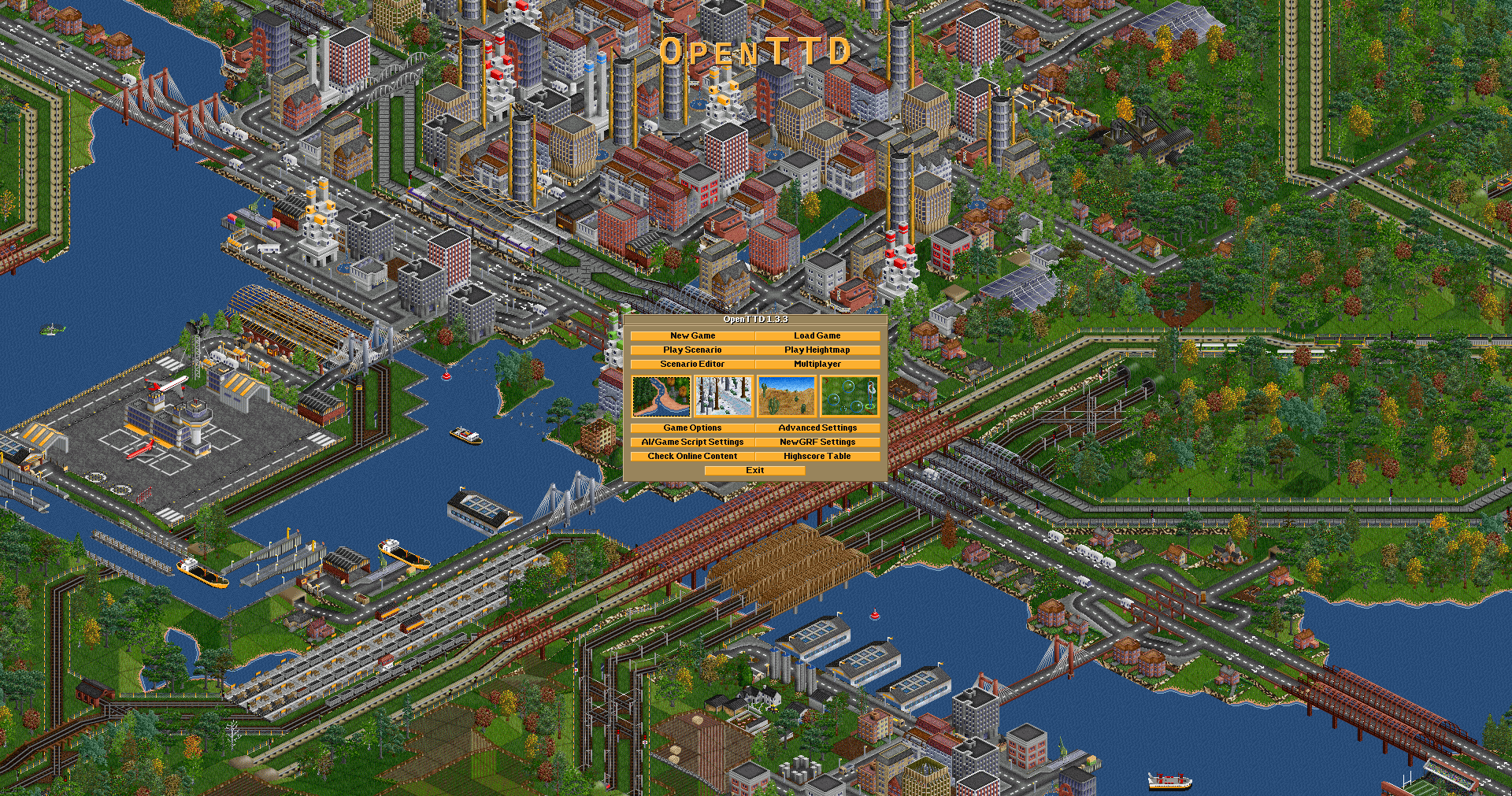
لقطة من النسخة 1.3.3.

## ملخص
تدور احداث اللعبة حول متعهد نقل يبني مدينة تضمن له البقاء والاستمرار.